# 加拿大駐台北貿易辦事處
加拿大駐台北貿易辦事處（英語：Canadian Trade Office in Taipei），是加拿大政府在台灣設立的外交代表機構，具有實質大使館的功能。

## 歷史
加拿大政府與中華民國政府於1970年10月13日斷交後，無法在中華民國設置大使館或領事館。因此，在台灣代表加拿大的機構被稱做「貿易辦事處」，是以此來避免敏感的外交用語。
加拿大駐台北貿易辦事處是在1986年10月成立。這個機構由加拿大政府設立，其職員來自加拿大全球事務部。實際上，加拿大駐台北貿易辦事處的職責與駐其他國家的加拿大大使館的分別不大，他們的工作包括在台推廣加拿大貿易投資與文化教育等等。加拿大全球事務部指出，根據加拿大的“一個中國政策”，加拿大與台灣保持着非官方但有價值的經濟、文化和人民的聯繫。
與此對應，台灣在加拿大設立駐加拿大台北經濟文化代表處。

## 外部連結
- 加拿大駐台北貿易辦事處（页面存档备份，存于）